# كورين شنايدر
كورين شنايدر هي منافسة ألعاب القوى سويسرية، ولدت في 28 يوليو 1962 في زيورخ في سويسرا.

## وصلات خارجية
- كورين شنايدر على موقع الاتحاد الدولي لألعاب القوى (الإنجليزية)
- كورين شنايدر على موقع أوليمبيديا (الإنجليزية)